# Lidia Seïfoullina
Lidia (ou Lydia) Nikolaïevna Seïfoullina (en russe : Лидия Николаевна Сейфуллина ; 1889-1954) est une écrivaine russe.

## Biographie
Née en 1889, fille d’un orphelin devenu prêtre orthodoxe, Lydia Nikolaïevna Seïfoullina passe son enfance en Sibérie. Institutrice dans une petite ville avant la Révolution d'Octobre, elle s'investit notamment dans l’éducation et en oarticulier l'éducation des enfants.
Après son déménagement à Novossibirsk, elle commence à publier, à partir de 1922, des romans et nouvelles qui lui valent une certaine notoriété. Elle y illustre surtout l'affrontement entre le nouvel ordre communiste et l'ancien régime tsariste. Elle est fascinée par Lénine et proche des bolcheviques. Son style est influencé par la phrasélogie bolchevique.
Après les années 1920, elle se tourne davantage vers le journalisme et l'éducation. Elle est surtout connue pour sa nouvelle Virineya, sur une paysanne qui, devenue fervente des idéaux soviétiques, s'irrite des restrictions qui lui sont imposées par la société patriarcale traditionnelle. Adaptée par l'autrice pour la scène, ce récit sert de base à l'opéra du même nom, achevé en 1967, de Sergueï Slonimski. Une autre de ses œuvres, son roman L'Humus, décrit les changements dans la vie des paysans après la révolution russe.
Elle n'est plus publiée dans les années 1930. Elle vit de façon simple et modeste à Moscou : « Elle a deux petites pièces et de vieux meubles : un lit, une simple table et un autre lit. Ces deux pièces abritent Seïfoullina elle-même, sa sœur et Pravdoukhine [son mari, critique littéraire et journaliste].  […] Elle me propose de manger avec eux. C’est elle qui a préparé le repas dans leur minuscule cuisine : un verre de bouillon et un brouet de riz ». Son mari est exécuté en 1939 lors des Grandes Purges. Elle meurt à Moscou en 1954, deux ans après la mort de Staline.

## Œuvres
- (ru) Sobranié sotchinéniï, Moscou, 1929
- (ru) Tchetire glavi : Povesti i rasskazi, Moscou, Sovremennik, 1989

Traductions françaises
- Virineya, traduction par Hélène Iswolsky, Gallimard, coll. « Jeunes Russes », 1927
- L'Humus, traduction par Fabienne Asiani, Lausanne, L'Âge d'homme, 1988